# 高田勝生
高田 勝生（たかだ かつお、1904年 - 1997年）は、日本の野球選手・監督。京都府出身。

## 来歴・人物
京都三中から同大へ進学。大学時代は投手を務めていた。
山陽電鉄を経て、明石中学の監督を務める。楠本保や中田武雄、山田勝三郎、嘉藤栄吉らを育てた。伝説の名勝負「中京商対明石中延長25回」の時の監督でもある。
関西野球界の重鎮として知られ、1938年秋、34歳にしてライオン軍の監督に招聘される。選手登録もしていたためか1939年8月7日の巨人戦（西宮球場）に出場。この試合では、左翼手の鬼頭数雄が負傷退場し、本来一塁手を守っていた玉腰年男が左翼に回ったため、急遽一塁手として出場することになった。そして、4回表の打席でセンター前ヒットを打ち、5回裏に先発投手の岡本利之が一塁手に回った（投手は近藤久に交代した）ため、ベンチに下がった。選手としては、翌1940年に守備固めとして1試合に出場（打席に立たず）したのみで、通算成績として通算打率10割という、記録を有している。
ライオン軍の監督として3年間指揮。投手では近藤久 、打者では鬼頭数雄，坪内道則が活躍したが、チームの層の薄さと親会社のゴタゴタにより成績は芳しくなかった（勝率は初年度の1938年秋季の.487が最高で年を追うごとに下降している）。1940年にライオン軍の監督を辞任後、1943年に南海軍の監督に就任。しかし、南海でも戦時下の状況悪化により川崎徳次ら主力が応召、野球用語の英語禁止や戦闘帽姿に意気あがらない状況の中、成績は低迷。さらに前年のエース・神田武夫が持病の肺結核により22歳で死去したことにショックを受け、7月27日に加藤喜作に監督の座を譲って辞任した。その後、野球監督をつとめたという記録は見当たらない。退団後、戦後の詳しい消息および没年月日は不明だったが、2020年、ベースボールマガジン社発刊の「名将の肖像」によると1997年没（月日は不明）。
野球評論家の竹中半平は、自著で高田のことを、高校野球の監督で華々しい実績を残したため、手腕を期待されてプロ野球監督に招聘されたが、芳しい戦績を残せなかったことから「高田には凡庸な印象しかない」と評している。

## 詳細情報

### 年度別打撃成績
| 年 度     | 球 団     | 試 合 | 打 席 | 打 数 | 得 点 | 安 打 | 二 塁 打 | 三 塁 打 | 本 塁 打 | 塁 打 | 打 点 | 盗 塁 | 盗 塁 死 | 犠 打 | 犠 飛 | 四 球 | 敬 遠 | 死 球 | 三 振 | 併 殺 打 | 打 率 | 出 塁 率 | 長 打 率 | O P S |
| --------- | --------- | ----- | ----- | ----- | ----- | ----- | -------- | -------- | -------- | ----- | ----- | ----- | -------- | ----- | ----- | ----- | ----- | ----- | ----- | -------- | ----- | -------- | -------- | ----- |
| 1939      | ライオン  | 1     | 1     | 1     | 0     | 1     | 0        | 0        | 0        | 1     | 0     | 0     | 0        | 0     | 0     | 0     | 0     | 0     | 0     | 0        | 1.000 | 1.000    | 1.000    | 2.000 |
| 1940      | ライオン  | 1     | 0     | 0     | 0     | 0     | 0        | 0        | 0        | 0     | 0     | 0     | 0        | 0     | 0     | 0     | 0     | 0     | 0     | 0        | ----  | ----     | ----     | ----  |
| 通算：2年 | 通算：2年 | 2     | 1     | 1     | 0     | 1     | 0        | 0        | 0        | 1     | 0     | 0     | 0        | 0     | 0     | 0     | 0     | 0     | 0     | 0        | 1.000 | 1.000    | 1.000    | 2.000 |

### 年度別監督成績
| 年度      | 球団      | 順位      | 試合 | 勝利 | 敗戦 | 引分 | 勝率 |
| --------- | --------- | --------- | ---- | ---- | ---- | ---- | ---- |
| 1938秋    | ライオン  | 5位       | 40   | 19   | 20   | 1    | .487 |
| 1939      | ライオン  | 8位       | 96   | 33   | 58   | 5    | .363 |
| 1940      | ライオン  | 9位       | 104  | 24   | 76   | 4    | .240 |
| 1943      | 南海      | 8位       | 48   | 17   | 30   | 1    | .362 |
| 通算：4年 | 通算：4年 | 通算：4年 | 288  | 93   | 184  | 11   | .336 |

- 1943年は開幕から7月27日まで

### 背番号
- 30 （1938年秋 - 1940年、1943年）